# Jean-Marie de Chastonay
Pour les articles homonymes, voir de Chastonay.
Jean-Marie de Chastonay, né le 4 décembre 1845 à Sierre (originaire du même endroit) et mort le 4 juin 1906, est un homme politique valaisan. Membre du parti conservateur catholique, il est notamment conseiller d'État et conseiller aux États.  

## Biographie
Jean-Marie de Chastonay naît à Sierre, commune dont il est originaire, de François Gaspard, médecin et Julie Roten. Il effectue sa scolarité aux collèges de Brigue, Sion, Lucerne et Neuchâtel, puis étudie la pharmacie à Genève et Strasbourg. Il revient ensuite s'établir comme pharmacien à Sierre.
Il épouse Alice de Werra (originaire de St-Maurice).  
Jean-Marie de Chastonay est le frère de Victor de Chastonay, conseiller national, et l'oncle d'Oscar de Chastonay (fils de son autre frère Gaspard), qui deviendra conseiller d'État.

## Parcours politique
Jean-Marie de Chastonay s'engage comme son frère dans le parti conservateur. Il est d'abord sous-préfet du district (de 1878 à 1882), puis préfet de 1897 à 1906. Il s'engage également entre 1885 et 1892 dans la bourgeoisie de Sierre, dont il est secrétaire, puis vice-président et président. 
En 1881, il est élu député au Grand Conseil. Il y siège jusqu'en 1893, date de son élection au Conseil d'État. Reprenant le département de l'intérieur et agriculture, il promeut notamment la création de l'école d'agriculture d'Écône. Après une seule législature, il déclare vouloir se retirer et est à nouveau élu en mars 1897 au Grand Conseil ; en mai, il ne se représente pas à l'exécutif.  
En 1901, il est élu au Conseil d'État, où il siège jusqu'à sa mort en 1906. Il se fait notamment défenseur des intérêts agricoles de son canton.